# Feria del Libro de Gotemburgo

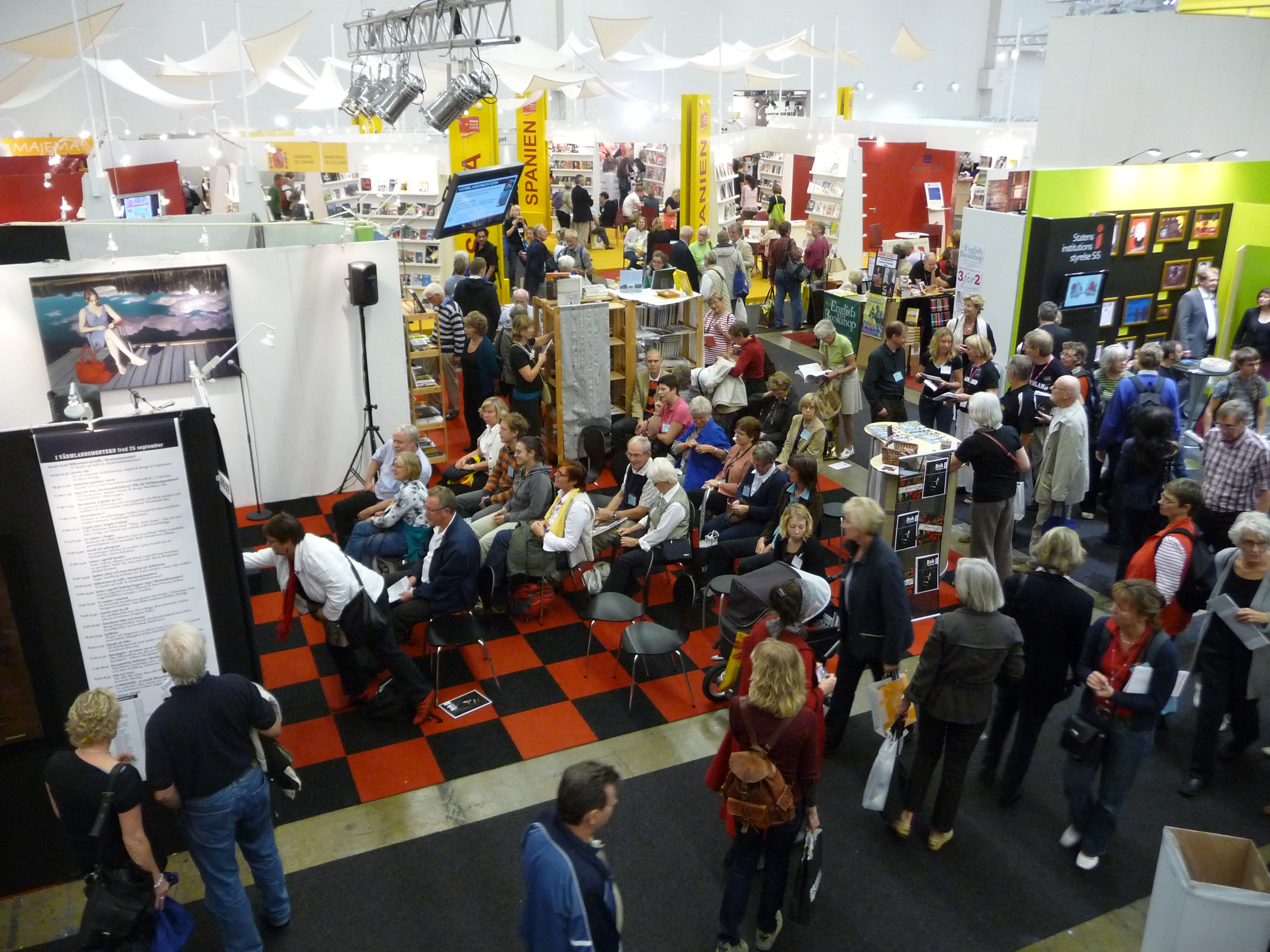
Vista de la Feria en 2009, siendo España el país invitado en este caso.

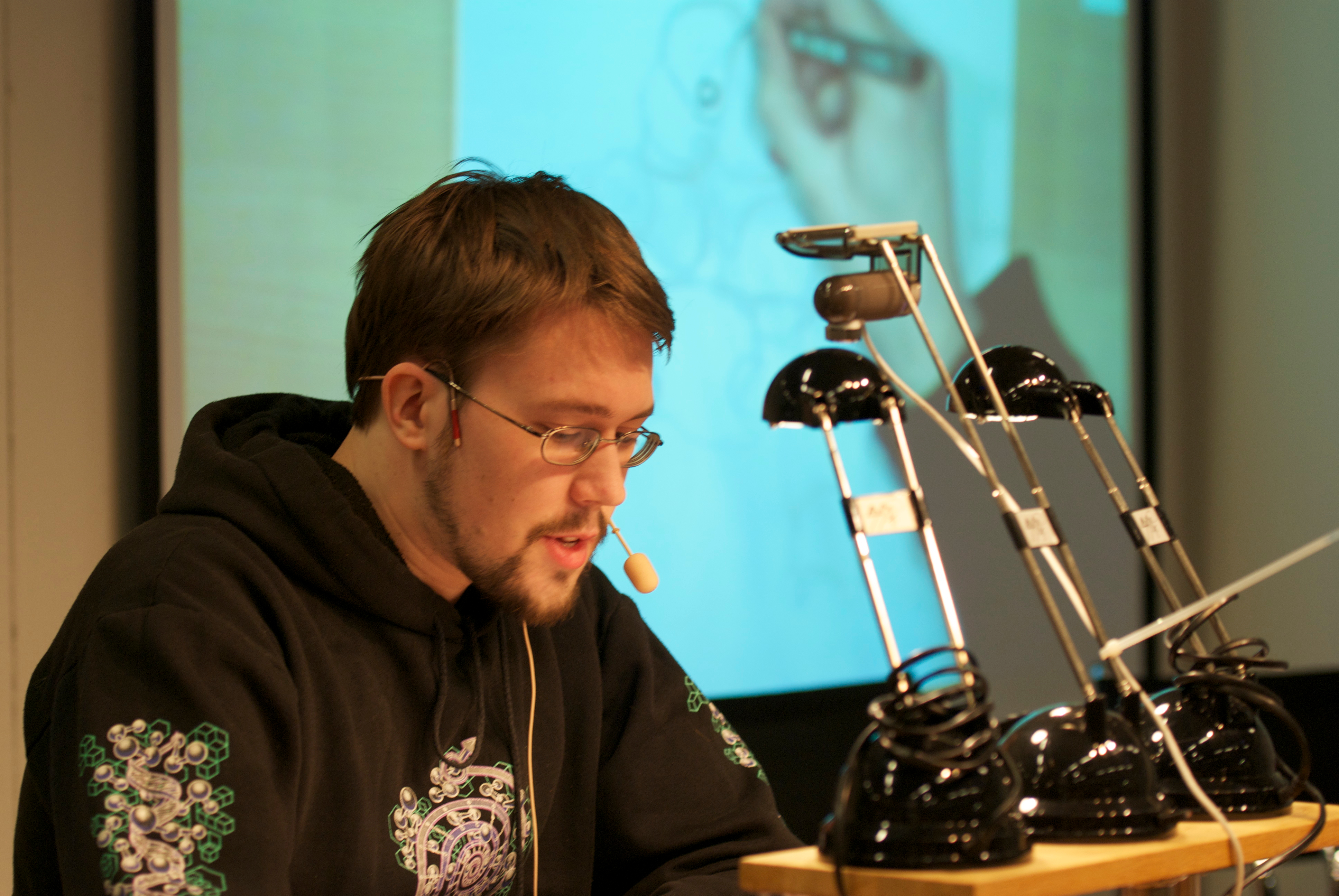
Jesper Nordqvist en la 'Feria del libro de Gotemburgo 2011'.

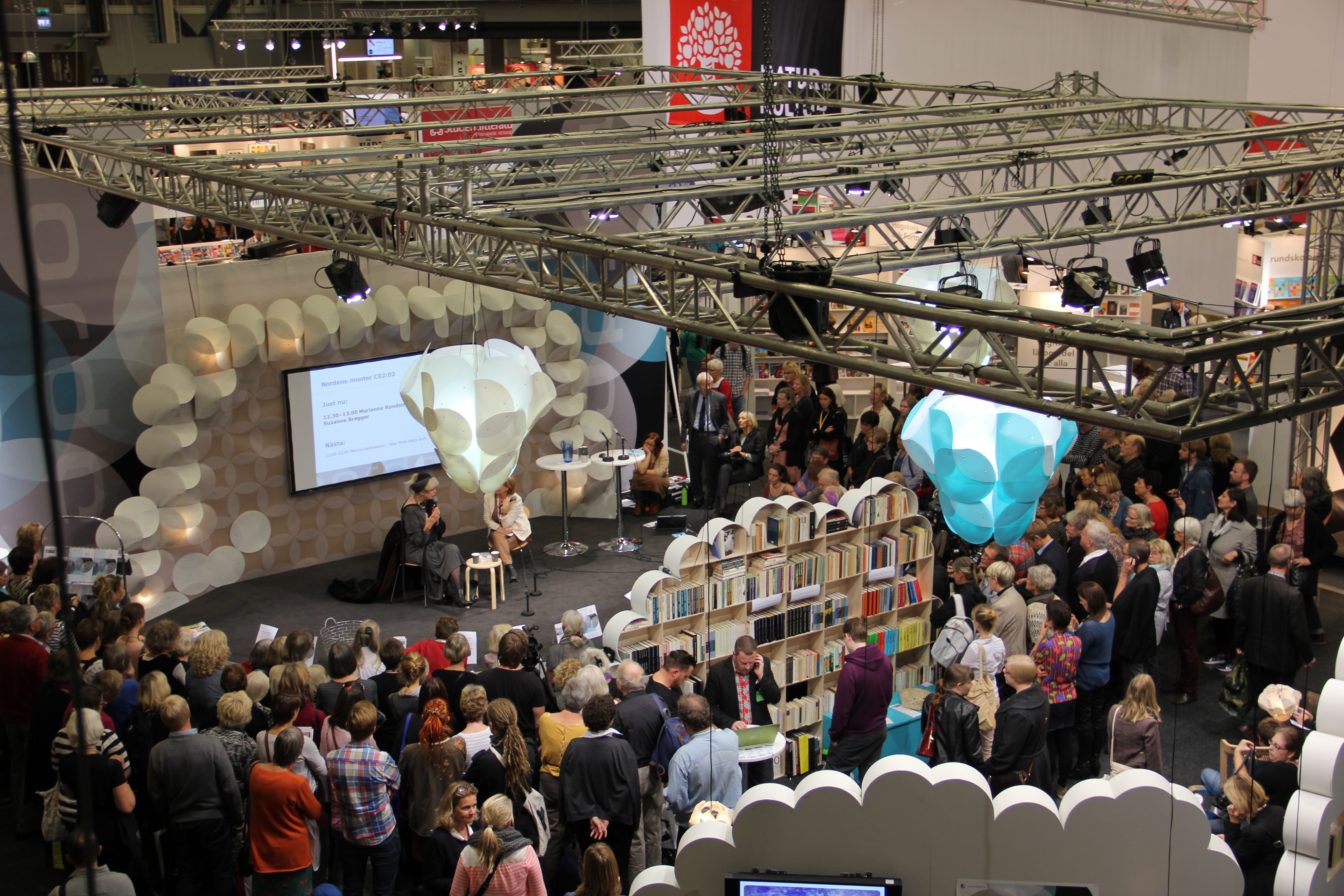
Los países nórdicos presentes en la 'Feria del libro de Gotemburgo', año 2012.

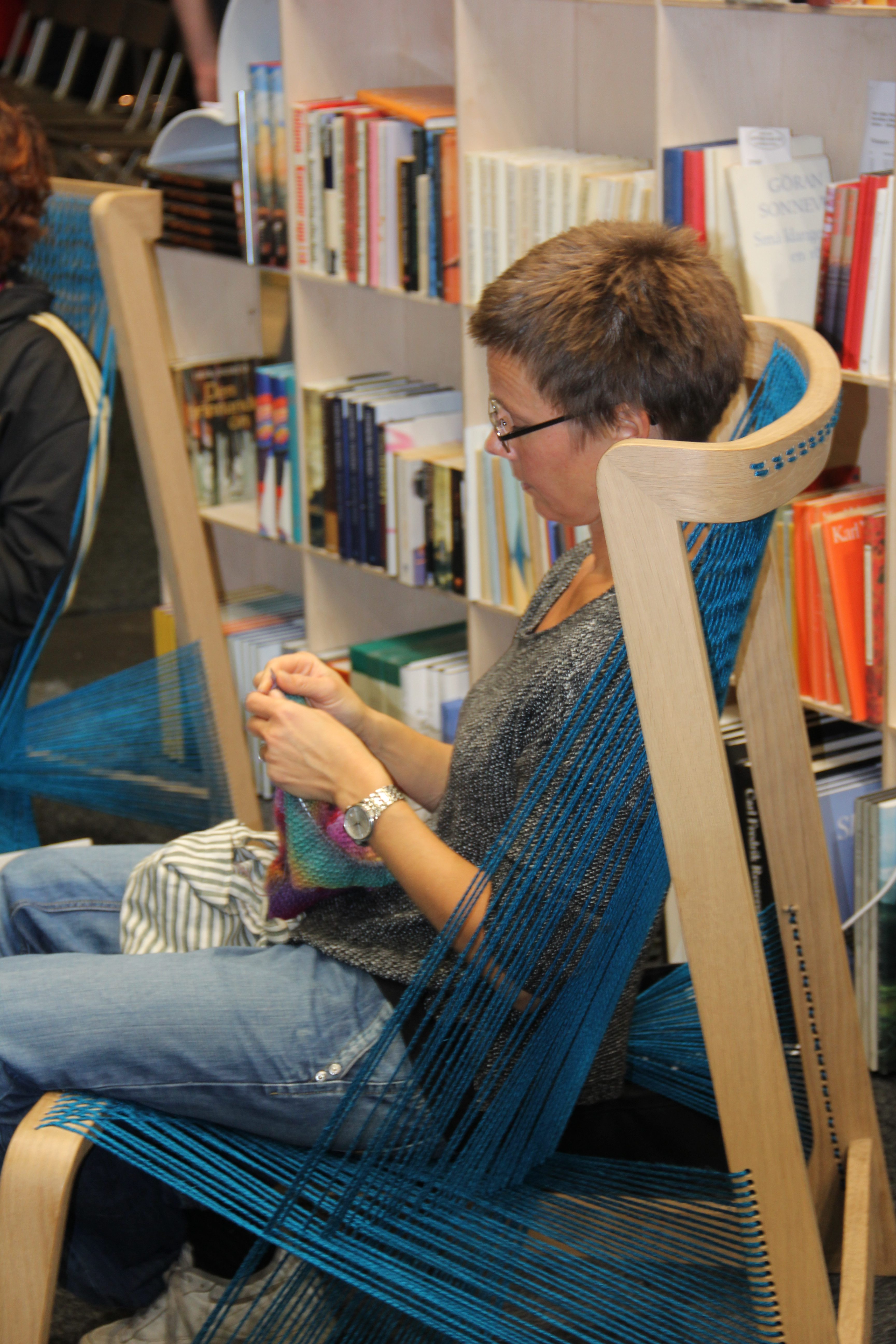
Otro aspecto de la presencia de los países nórdicos en la 'Feria del libro de Gotemburgo', año 2012.

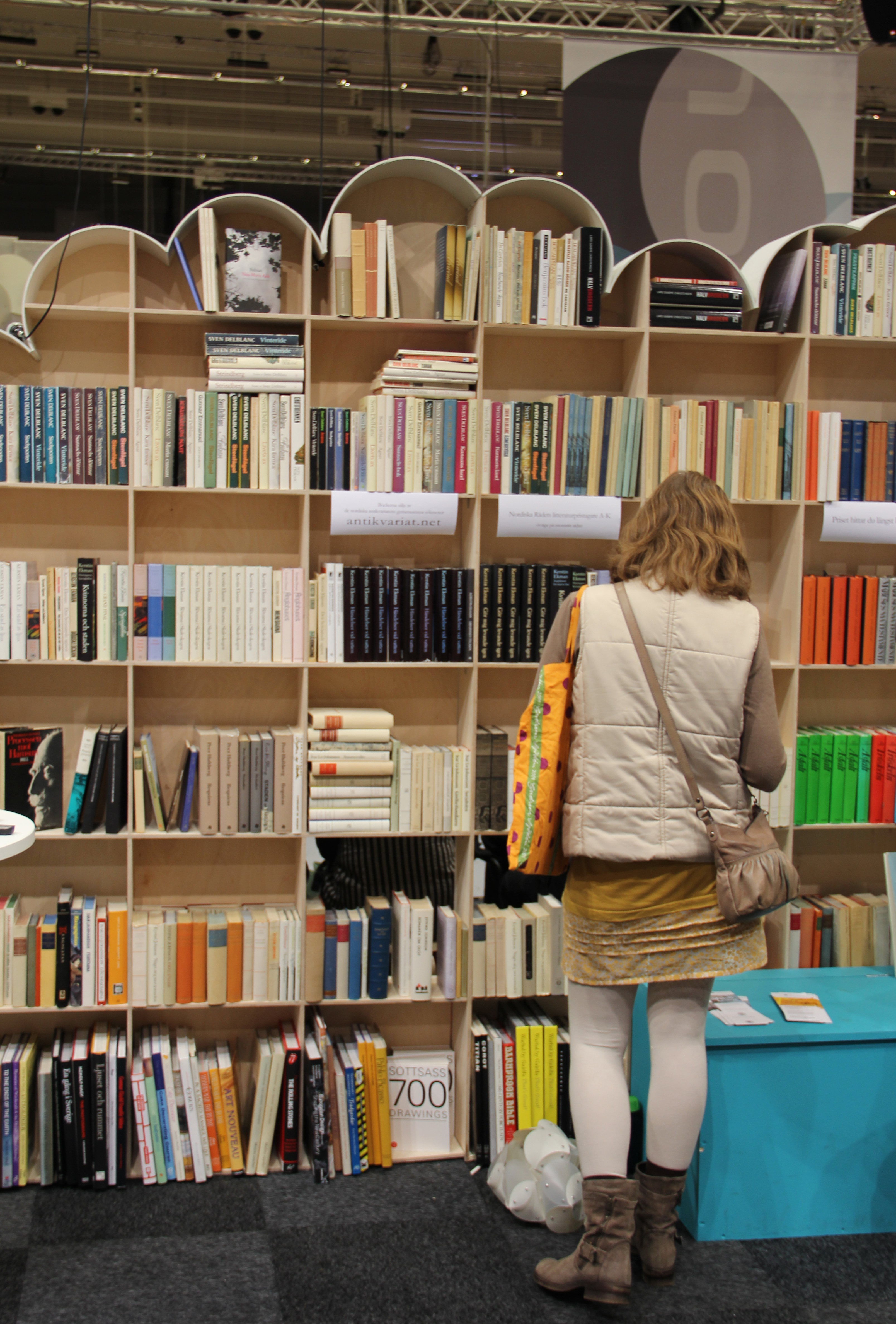
Otro aspecto de la presencia de los países nórdicos en la 'Feria del libro de Gotemburgo', año 2012.

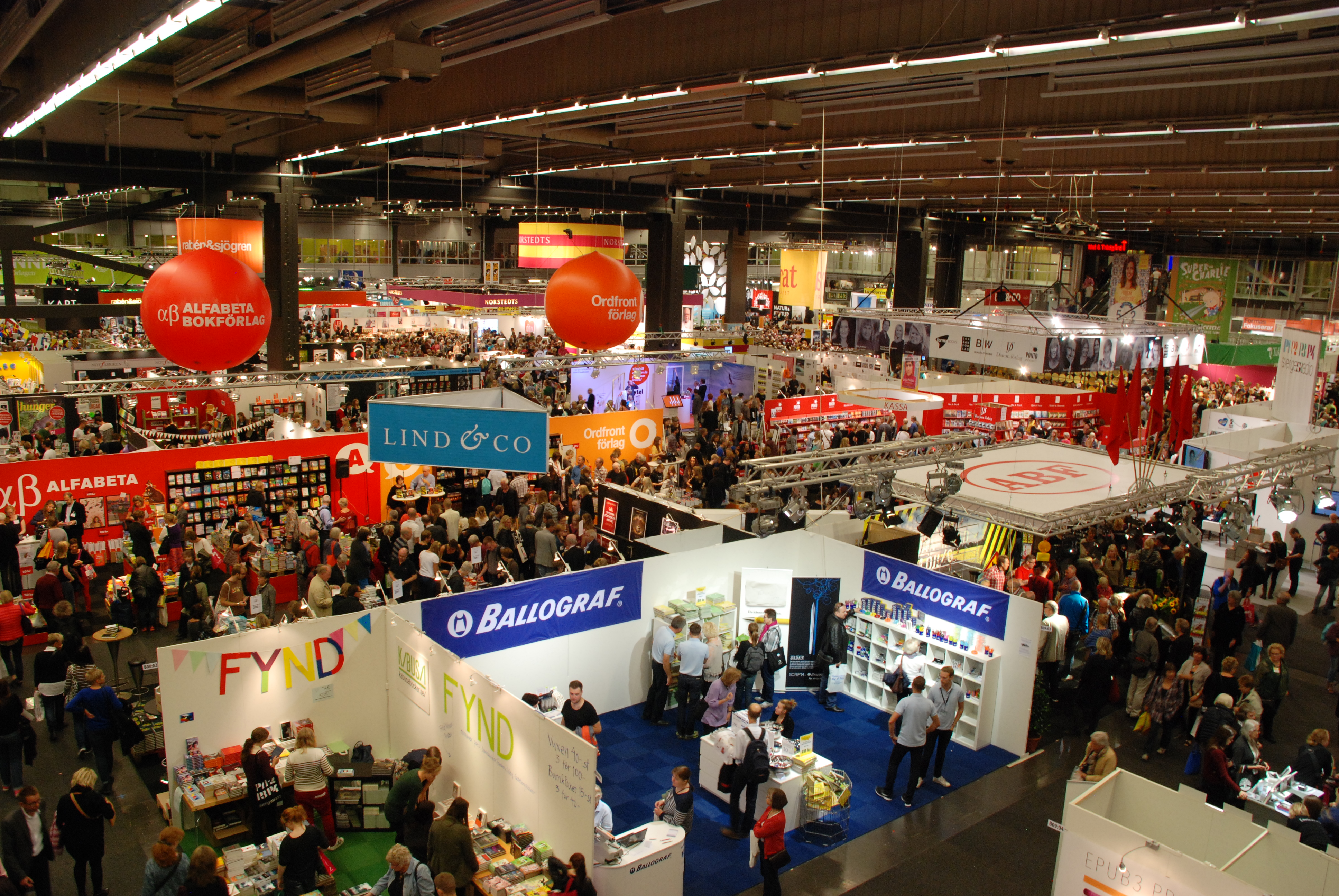
Vista general desde el segundo piso de la 'Feria del Libro de Gotemburgo 2013'. Visión panorámica del área de exposición; país invitado: Rumania.

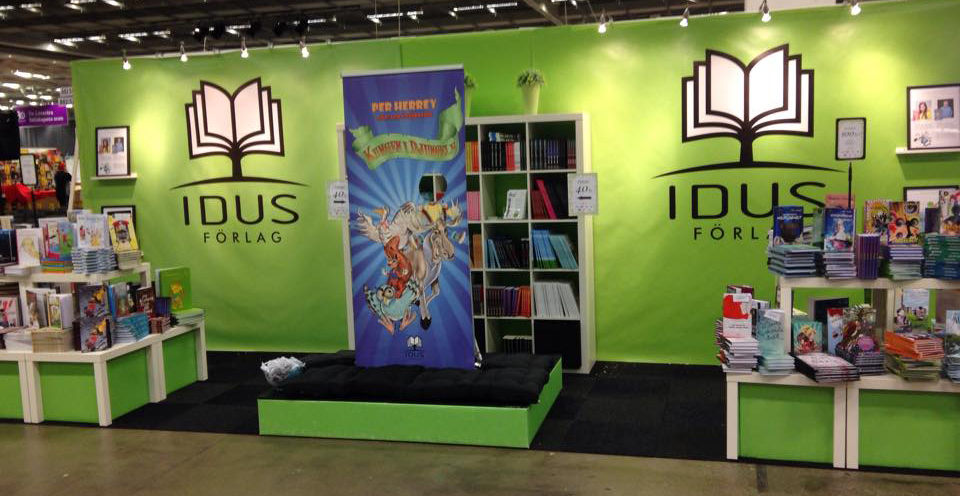
Stand de la editora de libros Idus en la Feria del Libro de Gotemburgo, agosto-septiembre de 2014; país invitado: Brasil.

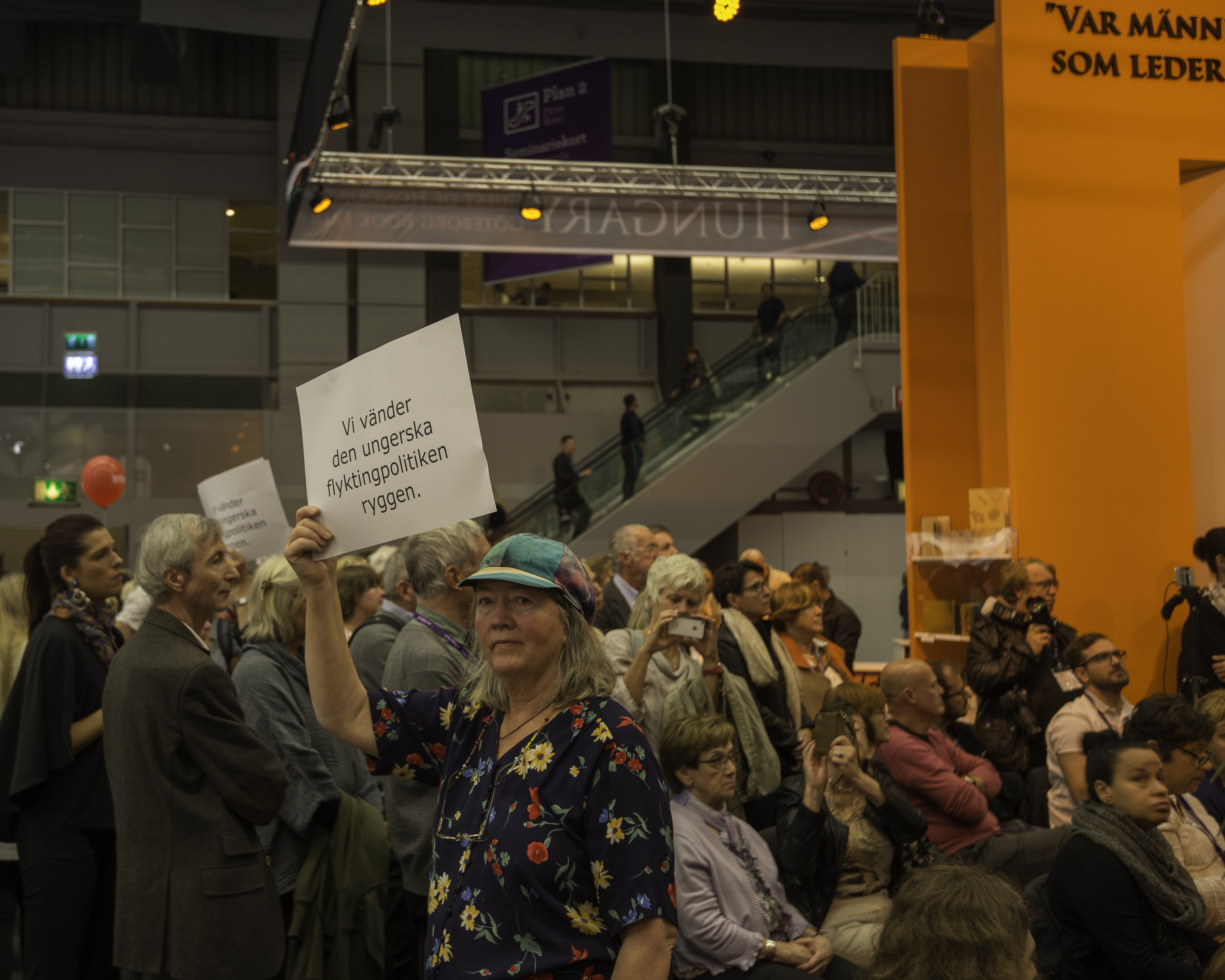
El stand de Hungría (país invitado) en la 'Feria del Libro de Gotemburgo 2015'.

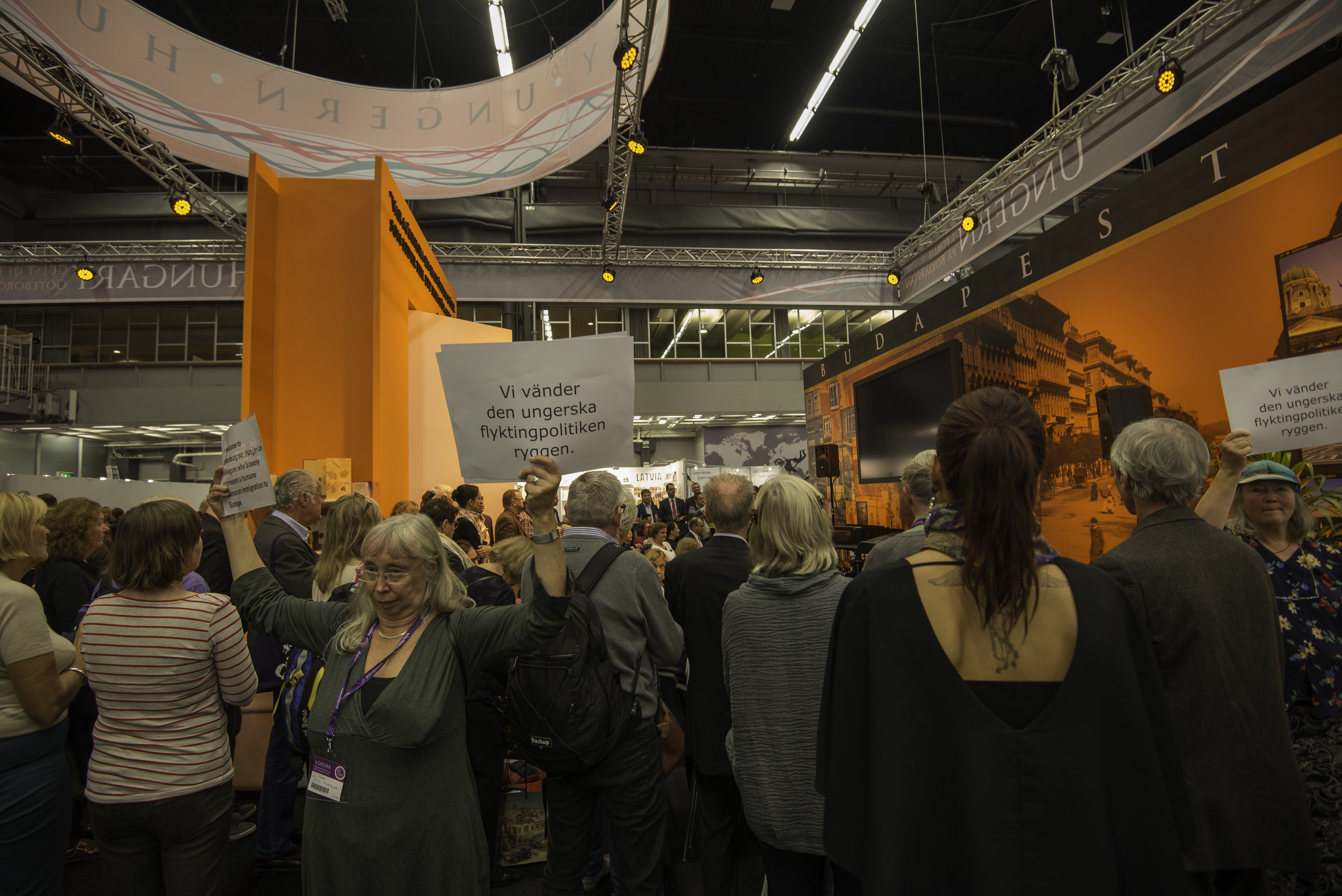
Otra vista del stand de Hungría en la 'Feria del Libro de Gotemburgo 2015'.

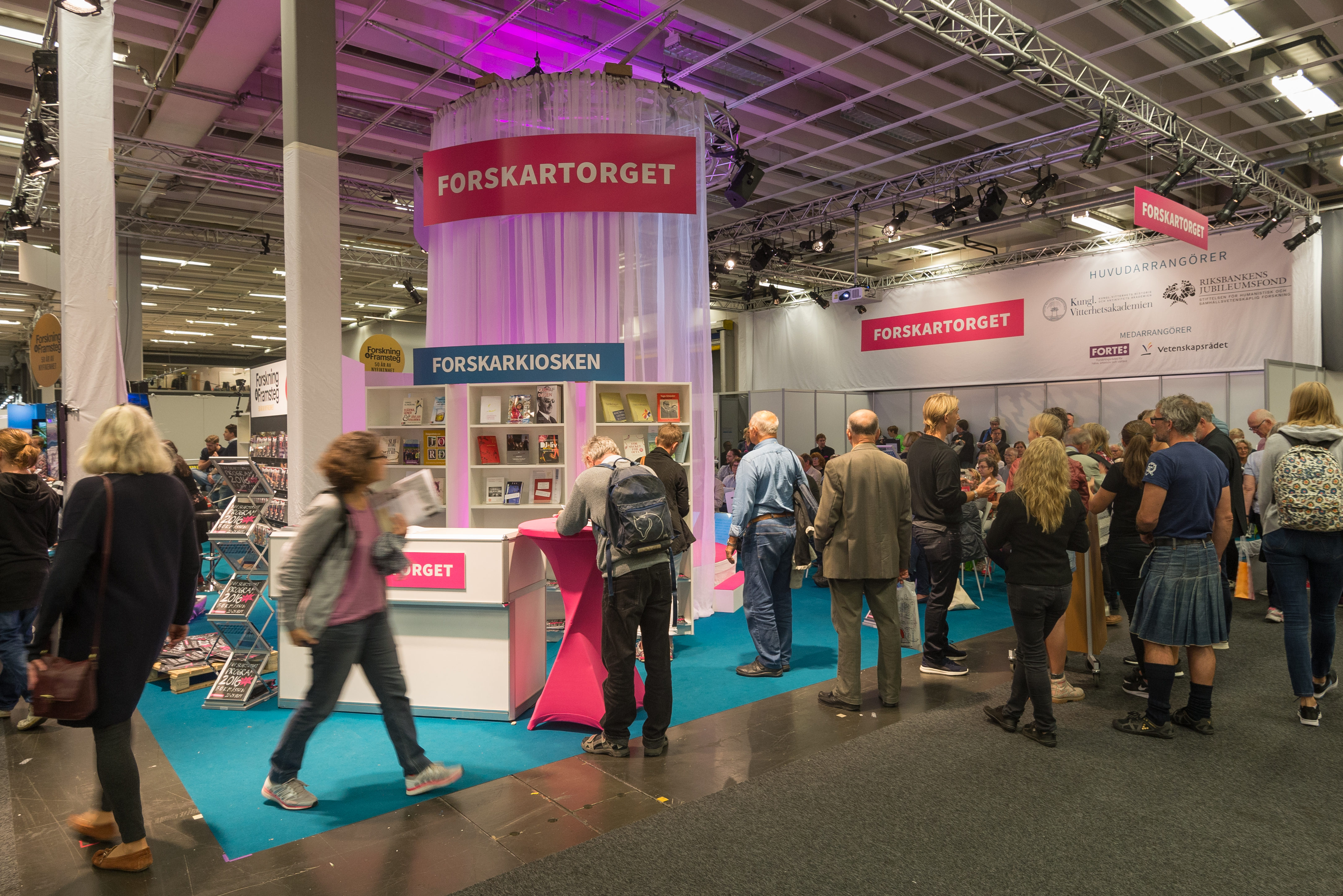
Feria del Libro de Gotemburgo 2016.

La Feria del Libro de Gotemburgo (en sueco Bokmässan o popularmente Bok- och biblioteksmässan) es la mayor feria dedicada a los libros de Escandinavia. Creada en 1985, se celebra todos los años en agosto/septiembre en el Centro de Exposiciones y Congresos de Suecia (Svenska Mässan) en Gotemburgo. Creada inicialmente como una feria comercial para profesores y bibliotecarios, se ha convertido en el mayor festival literario de los países escandinavos, y la segunda mayor de Europa tras la Feria del Libro de Fráncfort.

## País invitado de 2009: España
En 2009 el país invitado fue España y la literatura en español el tema central, tomando en cuenta que es una de las lenguas más habladas del planeta, con al menos 400 millones de hablantes.
En la ceremonia de inauguración estuvo sobre el palco la escritora Rosa Montero. Además, participaron otras figuras conocidas de la literatura hispánica: Bernardo Atxaga, Isabel Allende, Ignacio Padilla, Horacio Castellanos Moya y Javier Marías.

## Lista de países invitados y de temáticas centrales
- 2001: Países escandinavos; Literaturas escandinavas
- 2002: Finlandia; Cultura de Finlandia
- 2003: Polonia; Divulgación científica
- 2004: Países anglófonos; Literatura en lengua inglesa
- 2005: Lituania
- 2006: Libertad de expresión
- 2007: Estonia;
- 2008: Letonia;
- 2009: España;
- 2010: África;
- 2011: Alemania, Austria, Suiza; Tres países, un idioma
- 2012: Países nórdicos;
- 2013: Rumania;
- 2014: Brasil;
- 2015: Hungría;
- 2016: Libertad de expresión
- 2017: Finlandia; literatura y cultura finlandesa (100 años de la declaración de independencia como República)